# Coleophora frischella
Coleophora frischella é uma espécie de mariposa do gênero Coleophora pertencente à família Coleophoridae.